# آداب بی‌قراری
آداب بی‌قراری نام رمانی از یعقوب یادعلی است. این رمان که برندهٔ جایزهٔ بهترین رمان سال ۱۳۸۳ بنیاد گلشیری شده‌است موجب بازداشت نویسنده به اتهام توهین به قوم لر شد.

## خلاصه داستان
از آن‌جا که رمان در روایتی واقعی و وهم‌آلود در نوسان است نمی‌توان خط داستانی سرراستی از آن بازگو کرد. رمان با این جمله شروع می‌شود: «خیلی ساده، مهندس کامران خسروی در یک سانحهٔ رانندگی کشته می‌شود.» این جمله از خاطر مهندس کامران خسروی می‌گذرد. او در ادارهٔ کشاورزی واحد آب‌خیزداری در شهری نزدیک دنا احتمالاً یاسوج به هم‌راه همسرش، فریبا، زندگی می‌کرده‌است فریبا بعد از چهار سال زندگی در جایی دورافتاده او را ترک می‌کند و به خانهٔ پدرش در اصفهان می‌رود و از کامران می‌خواهد که انتقالی بگیرد و به اصفهان برود. کامران موفق می‌شود انتقالی بگیرد و خانه‌شان در یاسوج را به قیمت سی‌وپنج میلیون تومان بفروشد و در آغاز داستان با ساکی پر از پول و یک دست لباس و دبه‌ای بنزین سر راه کارگری افغان، به نام گلشاه، را به منظور انجام کاری اجیر می‌کند و به سمت اصفهان حرکت می‌کند. اما او نقشهٔ شیطانی کشیده‌است می‌خواهد در چای گلشاه مواد خواب‌آور بریزد و وقتی خواب‌اش برد لباس‌های خود را تن او کند و ماشین را به آتش بکشد و ته دره بفرستد تا همه گمان کنند او مرده‌است و بعد زندگی جدیدی را شروع کند. تمام رمان در همین جاده می‌گذرد با مرور خاطرات وهم‌گونه‌ای از گذشته و آیندهٔ کامران در این گذشته صحنه‌های نسبتاً اروتیک ارتباط کامران با تاجماه همسر علی‌سینا، یکی از کارگران واحد کامران، مرور می‌شود.
کامران وقتی به بالای گردنه می‌رسد تغییر عقیده می‌دهد و از گلشاه می‌خواهد که او را آتش بزند و ته دره بیندازد و پول‌ها را بردارد که گلشاه موافقت نمی‌کند و کامران پنج هزارتومان به او می‌دهد و او می‌رود. کامران بقیه مسیر را به سمت اصفهان تنهایی طی می‌کند با مرور وهم گونهٔ خاطراتی که معلوم نیست واقعاً برای او اتفاق افتاده‌است یا در تصورات‌اش مرور می‌شود در یکی از این خاطرات که ظاهراً تصورات کامران از زندگی بعد از انجام نقشه‌اش است با زنی عجیب به نام ناهید آشنا می‌شود ناهید یک شب برهنه در خانهٔ او می‌خوابد بدون این که اتفاقی بین‌شان بیفتد و صبح که کامران بیدار می‌شود او رفته‌است. در بخش پنجم فصل میانی رمان، تکبال، کامران به جستجوی ناهید می‌رود و وقتی او را می‌یابد با اتومبیلی تصادف می‌کند و وقتی به هوش می‌آید متوجه می‌شود ناهید او را به بیمارستان آورده‌است. اما شخصیت ناهید کاملاً خیالی به‌نظر می‌رسد. او غیب‌گوست و از هر چه کامران می‌کند با اطلاع است. در فصل پایانی رمان وقتی کامران با گله‌ای گوسفند تصادف می‌کند. (پسرک هم‌راه گله برادر تاجماه است که کامران را نمی‌شناسد اما از مهندسی که شوهرخواهرش علی‌سینا پیش او کار می‌کند حرف می‌زند) و ماشین‌اش به درختی برخورد می‌کند، ناهید با تلفن او تماس می‌گیرد:
«دست برد از کتری توی لیوان چای بریزد که تلفن همراهش زنگ زد. … شمارهٔ کسی که زنگ می‌زد حک نشده بود. ...
«بله؟»
«آهای، بیداری؟ خیلی از طلوع خورشید گذشته.»
جرعه‌ای چای خورد و از درخت دورتر شد: «سلام»
...
دیدم ریش و سبیلو زدی، ماه شدی، گفتم با هم قرار بذاریم، چندتا ماچت کنم. دلم پوسید. باور می‌کنی؟»
«کی بهت گفت ریش و سبیلمو زدم؟»»
در پایان کامران با همسرش فریبا تلفنی صحبت می‌کند و می‌گوید حوالی ظهر به اصفهان می‌رسد.

## دادگاه
حدود یک سال پس از انتشار رمان آداب بی‌قراری در ۲۴ اسفند ۱۳۸۴ یعقوب یادعلی بازداشت شد و پس از تحمل دو ماه زندان در اردیبهشت سال ۱۳۸۵ از زندان آزاد شد و چند ماه بعد در شهریور ۱۳۸۵ دادگاه او در شعبه ۱۰۴ دادگاه جزایی یاسوج برگزار شد. در این دادگاه «بر اساس کیفرخواست صادر شده، آقای یادعلی به «توهین به یکی از اقوام ایرانی، افترا و نشر اکاذیب» متهم شده‌است.» حکم صادره از این قرار بود: یک سال حبس که در صورت نوشتن چهار مقاله در مورد شخصیت‌های فرهنگی و هنری استان کهگیلویه و بویراحمد ۹ ماه از محکومیت‌اش به حالت تعلیق در می‌آید. با اعتراض صالح نیک‌بخت، وکیل مدافع یادعلی، پس از سپری شدن حدود یک سال دادگاه تجدید نظر در یاسوج تشکیل شد اما برخلاف قوانین قضایی ایران که دادگاه تجدید نظر صرفاً می‌توان حکم را تأیید کند یا آن را نقض کند حکم صادره تشدید شد و ۹ ماه زندان تعلیقی به زندان تعزیری تبدیل شد. صالح نیکبخت، وکیل یعقوب یادعلی می‌گوید: «دادگاه تجدید نظر برخلاف روال قانونی که باید فقط در مورد انطباق حکم با موازین قانونی و رعایت تشریفات آئین دادرسی اظهارنظر کند و حق تشدید مجازات را ندارد، ۹ ماه مجازات تعلیقی این نویسنده را به مجازات تعزیری تبدیل کرده و جمعاً او باید یک سال زندان را سپری کند.»

### اعتراض به دادگاه
صدور حکم زندان برای یادعلی واکنش فراگیری در داخل و خارج کشور داشت و نویسندگان و گروه‌های زیادی به این حکم اعتراض کردند. کانون نویسندگان ایران چهار روز قبل از دادگاه یادعلی با انتشار بیانیه‌ای زندانی و محاکمه او را محکوم کرد. از جمله کیومرث پوراحمد، مدیا کاشیگر، امیرحسین چهل‌تن، حسین سناپور
انجمن جهانی قلم (پن) نیز به حکم صادره برای یادعلی اعتراض کرده‌است و پروندهٔ ویژه‌ای برای حمایت از او تشکیل داده‌است. بی‌بی‌سی فارسی در این باره می‌نویسد: «انجمن جهانی قلم (پن) پرونده ویژه‌ای را به عنوان یکی از پنج پرونده ویژه امسالِ خود، برای یعقوب یادعلی تشکیل داده و وضع او را به‌طور اختصاصی پیگیری می‌کند.»

### بخشی از رمان
این بخش از رمان و چند پاراگراف کوچک دیگر که به ارتباط کامران و تاجماه، زنی ایلیاتی، می‌پردازد به عنوان توهین به قوم لر و زنان شریف‌شان شناخته شده‌است و موجب صدور کیفرخواست و محکومیت یادعلی شده‌است:
«تا می‌توانست غلغلکش داد، از غش و ریسه رفتن‌هاش حظ کرد و اهمیت نداد به جیغی که یکی از بچه‌ها کشید. تاجماه خنده‌اش را برید، گفت: «نه یه‌وخ بچه‌ها…» و نگاه کرد به در.
بلند شد چفت در را انداخت، برگشت نشست کنارش و بوی دوده و شیر تازه را حس کرد. گفت: «لباس‌هاتو کی خریدی؟»
تاجماه لباسش را جمع کرد و خواست سینه‌اش را بپوشاند. دستش را گرفت: «دلت می‌خواد برات لباس بخرم، با یه سینه‌ریز طلا؟»

سرش را بالا گرفت، با شرم خندید: «علی‌سینا ایگو گرانه.»
پشت دستش را بوسید: «می‌خرم برات.»
نفهمید چرا یاد سینه‌بند فریبا افتاد که همیشه با بازکردنش مشکل داشت.

سینی چای دست‌نخورده ماند روی جاجیم.»

## جوایز
این رمان به‌طور مشترک با رمان آبی‌تر از گناه، نوشتهٔ محمد حسینی برندهٔ بهترین رمان دورهٔ پنجم جایزهٔ هوشنگ گلشیری شد. در مراسم اهدای این جایزه عبدالله کوثری دلایل برنده شدن این جایزهٔ را از نظر داوران بنیاد هوشنگ گلشیری اعلام کرد:
- «جسارت در کاویدن درون بی‌قرار انسانی از طبقهٔ متوسط شهری و پرده برداشتن از سیمای امروزی شهر
- توفیق در ایجاد و حفظ کشش داستانی در بخش اعظم رمان
- جستجوی تعریفی متفاوت از عشق و زندگی و بازی
- خلق روایتی لغزان میان واقعیت و وهم
- توفیق در شخصیت پردازی
- زبان موجز و پیراسته و در خور روایت
- گفتگوهای قوی»[۱۲]